# Orbetello
Orbetello település Olaszországban, Toszkána régióban, Grosseto megyében. Lakosainak száma 14 292 fő (2023. január 1.). Orbetello Capalbio, Manciano, Magliano in Toscana és Monte Argentario községekkel határos.

## Népesség
A település lakossága az elmúlt években az alábbi módon változott:
| Lakosok száma | 14 844 | 14 744 | 14 292 |
|               | 2017   | 2018   | 2023   |